# Коеметса
Коеметса (ест. Koemetsa, виро Koemõtsa) — село в Естонії, входить до складу волості Миністе, повіту Вирумаа.